# 新井良夫
新井 良夫（あらい よしお、1950年7月17日 - ）は、埼玉県出身の元プロ野球選手。旧名は良雄、打撃投手になってからは、新井 統雄（あらい つねお）に改名している。

## 来歴・人物
大宮高校（埼玉）では2年生時の1967年、右翼手として金子勝美・吉田誠・鈴木治彦らと共に第49回全国高等学校野球選手権大会に出場する。初戦で報徳学園高校と対決。豪快な本塁打を放ち9回裏2死までリードするが、ここから反撃を許し、大会史上初の本盗による逆転サヨナラ負けを喫した。しかし秋の埼玉国体では勝ち進み、決勝で大分商を降し優勝。翌1968年夏はエース、四番打者としてチームを牽引。埼玉大会準決勝では飯能高を相手にノーヒットノーランを記録。しかし決勝で、第40回選抜高等学校野球大会で優勝した大宮工の吉沢敏雄に抑えられ0-1xで敗退した。新井は右の本格派で、関東では巨人入りした島野修と並ぶ好投手といわれた。
1968年のドラフト5位で阪急ブレーブスに指名され、プロ入り。なお、後に「阪急ブレーブス黄金期」の主力選手となる山田久志・加藤秀司・福本豊といった面々も、新井と同時に入団している。
プロでは投手に専念し、2年目の1970年に公式戦初登板を果たす。1973年には51試合に登板、中継ぎとして活躍した。同年は2勝をあげ、7月1日には日拓ホームフライヤーズを、張本勲の適時打による1失点に抑え、初完投勝利を飾る。しかし翌年は登板数が激減。1976年6月26日には近鉄バファローズを相手に3年ぶりに先発。太田幸司と投げ合い完投するものの、クラレンス・ジョーンズに3本塁打、伊勢孝夫に満塁本塁打を喫するなど10失点、敗戦投手となりプロ野球としては珍しい記録となった。
1977年のシーズン開幕前に竹村一義とともに笹本信二との交換トレードで阪神タイガースに移籍したが、不本意な成績に終わり、1978年オフに引退。その後もチームに残り、1979年から1987年まで打撃投手を務めた。
若き日の堀内（巨人）を彷彿させるフォームであった。球種としては、ストレート、大きなカーブ、キレの良いスライダーを投げた。打撃投手としては、掛布の恋人と呼ばれた。

## 詳細情報

### 年度別投手成績
| 年 度     | 球 団     | 登 板 | 先 発 | 完 投 | 完 封 | 無 四 球 | 勝 利 | 敗 戦 | セ 丨 ブ | ホ 丨 ル ド | 勝 率 | 打 者 | 投 球 回 | 被 安 打 | 被 本 塁 打 | 与 四 球 | 敬 遠 | 与 死 球 | 奪 三 振 | 暴 投 | ボ 丨 ク | 失 点 | 自 責 点 | 防 御 率 | W H I P |
| --------- | --------- | ----- | ----- | ----- | ----- | -------- | ----- | ----- | -------- | ----------- | ----- | ----- | -------- | -------- | ----------- | -------- | ----- | -------- | -------- | ----- | -------- | ----- | -------- | -------- | ------- |
| 1970      | 阪急      | 4     | 0     | 0     | 0     | 0        | 0     | 0     | --       | --          | .000  | 52    | 14.0     | 8        | 0           | 1        | 0     | 0        | 13       | 1     | 0        | 1     | 0        | 0.00     | 0.64    |
| 1972      | 阪急      | 8     | 3     | 0     | 0     | 0        | 0     | 2     | --       | --          | .000  | 100   | 24.2     | 23       | 2           | 7        | 0     | 0        | 15       | 0     | 0        | 12    | 10       | 3.60     | 1.24    |
| 1973      | 阪急      | 51    | 4     | 1     | 0     | 0        | 2     | 2     | --       | --          | .500  | 451   | 111.2    | 100      | 9           | 22       | 0     | 2        | 55       | 3     | 0        | 38    | 36       | 2.89     | 1.18    |
| 1974      | 阪急      | 1     | 0     | 0     | 0     | 0        | 0     | 0     | 0        | --          | .000  | 8     | 2.0      | 2        | 0           | 1        | 0     | 0        | 0        | 0     | 0        | 0     | 0        | 0.00     | 1.50    |
| 1975      | 阪急      | 6     | 0     | 0     | 0     | 0        | 0     | 0     | 0        | --          | .000  | 72    | 15.0     | 24       | 8           | 5        | 0     | 0        | 8        | 0     | 0        | 18    | 15       | 9.00     | 1.93    |
| 1976      | 阪急      | 7     | 1     | 1     | 0     | 0        | 1     | 1     | 0        | --          | .500  | 114   | 25.0     | 30       | 8           | 11       | 0     | 0        | 7        | 0     | 0        | 26    | 23       | 8.28     | 1.64    |
| 1977      | 阪神      | 2     | 0     | 0     | 0     | 0        | 0     | 0     | 0        | 0           | .000  | 9     | 1.1      | 4        | 0           | 0        | 0     | 0        | 0        | 0     | 0        | 3     | 3        | 27.00    | 3.64    |
| 1978      | 阪神      | 3     | 0     | 0     | 0     | 0        | 0     | 0     | 0        | 0           | .000  | 22    | 4.0      | 10       | 2           | 2        | 0     | 0        | 3        | 0     | 0        | 7     | 7        | 15.75    | 3.00    |
| 通算：8年 | 通算：8年 | 82    | 8     | 2     | 0     | 0        | 3     | 5     | 0        | 0           | .375  | 828   | 197.2    | 201      | 29          | 49       | 0     | 2        | 101      | 4     | 0        | 105   | 94       | 4.27     | 1.27    |

### 記録
- 初登板：1970年10月15日、対西鉄ライオンズ26回戦（阪急西宮球場）、8回表から4番手で救援登板・完了、2回無失点
- 初先発登板：1972年9月27日、対南海ホークス24回戦（阪急西宮球場）、6回2/3を5失点で敗戦投手
- 初勝利：1973年5月9日、対ロッテオリオンズ前期5回戦（西京極球場）、3回表1死から2番手で救援登板・完了、6回2/3を1失点
- 初先発勝利・初完投勝利：1973年7月1日、対日拓ホームフライヤーズ前期13回戦（後楽園球場）、9回1失点

### 背番号
- 36（1969年 - 1976年、1978年）
- 52（1977年）
- 69（1979年 - 1981年）
- 96（1982年 - 1987年）